# Navy Mark IV

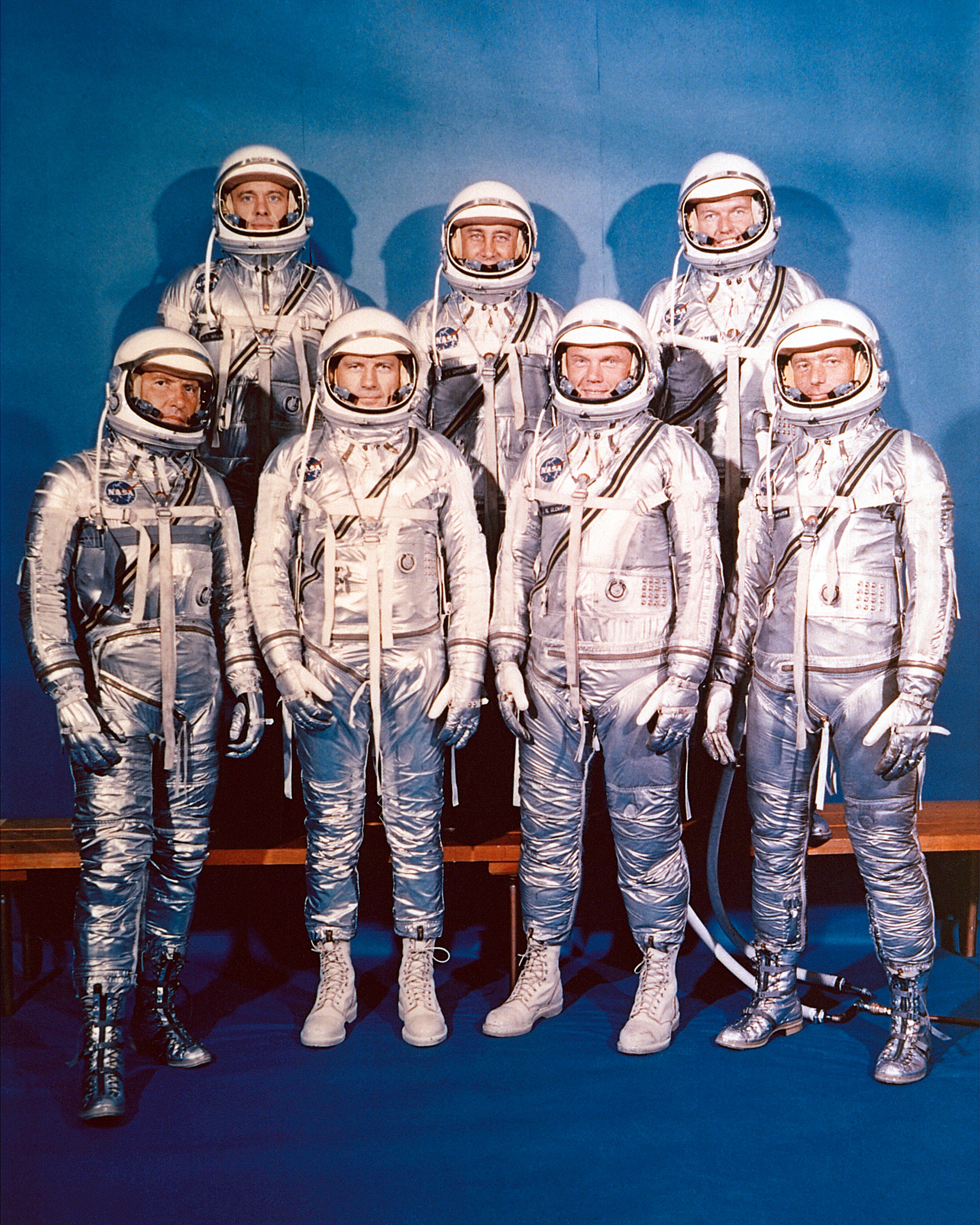
Astronauci programu Mercury ubrani w kombinezony Navy Mark IV

Navy Mark IV – skafander kosmiczny do aktywności wewnątrzpojazdowej zaprojektowany przez NASA na potrzeby programu Mercury.

## Specyfikacje
Nazwa: Navy Mark IV
Producent: B.F. Goodrich Company
Misje: Od MR-3 do MA-9
Funkcja: Aktywnośćwewnątrzpojazdowa (IVA)
Typ kombinezonu: Pokrywający całe ciało
Ciśnienie operacyjne: 3.7 psi (25.5 kPa)
Masa kombinezonu: 22 lb (10 kg)
Główny zapas tlenu: dostarczany przez pojazd
Rezerwowy zapas tlenu: dostarczany przez pojazd